# 2009 في كولومبيا
فيما يلي قوائم الأحداث التي وقعت خلال عام 2009 في كولومبيا.

## رياضة
- 21 يونيو – طواف كولومبيا 2009 الفائزون Cristhian Montoya [الإنجليزية]‏، أوسكار سبييا ريبيرا، Freddy Montaña [الإنجليزية]‏، Nu Colombia [الإنجليزية]‏، أرتور غارسيا (دراج فنزويلي)، José Rujano [الإنجليزية]‏، سيزار سالازار (دراج).

## برامج ومسلسلات وأنمي
- الكارتل ..عصبة الأقوياء

## وفيات

### يناير
- 10 يناير – ليليانا لوزانو (مواليد 1978) ممثلة كولومبية.[1]

### نوفمبر
- 16 نوفمبر – اجناسيو بيريز (مواليد 1934) لاعب كرة قدم كولومبي.